# Área metropolitana de San Germán-Cabo Rojo
El área metropolitana de San Germán-Cabo Rojo,  y oficialmente como Área Estadística Metropolitana de San Germán-Cabo Rojo, PR MSA  por la Oficina de Administración y Presupuesto, es un Área Estadística Metropolitana centrada en los municipios de San Germán y Cabo Rojo en el Estado Libre Asociado de Puerto Rico. El área metropolitana tenía una población en el Censo de 2010 de 137.462 habitantes, convirtiéndola en la 4.º área metropolitana más poblada de Puerto Rico. El área metropolitana de San Germán-Cabo Rojo comprende cuatro municipios.

## Composición del área Metropolitana
| Municipio                  | Población (2008) |
| -------------------------- | ---------------- |
| Cabo Rojo, Puerto Rico     | 53,849           |
| San Germán, Puerto Rico    | 37,638           |
| Lajas, Puerto Rico         | 28,027           |
| Sabana Grande, Puerto Rico | 27,728           |